# Estadio José Martín Olaeta
El estadio José Martín Olaeta es un recinto deportivo ubicado en la Avenida Sorrento, en la ciudad de Rosario, Provincia de Santa Fe.

## Historia
Fue inaugurado el 15 de abril de 1944 y es el recinto principal del Club Atlético Argentino. El estadio fue declarado Patrimonio Histórico por todo lo que representa para los socios y vecinos de la ciudad.
El estadio lleva el nombre de José Martín Olaeta, uno de los dirigentes más emblemáticos del Club Atlético Argentino y quien fuera el responsable de impulsar el acceso del club a la Asociación del Fútbol Argentino (AFA) en la década de 1940.
Club Atlético Argentino jugó por primera vez en este estadio frente al Club Atlético Newell's Old Boys, en un partido correspondiente a la segunda categoría. Inicialmente, la fecha de este encuentro estaba programada para el 8 de abril, sin embargo, las condiciones meteorológicas no permitieron la disputa, motivo por el cual tuvo que ser postergado.